# Palais Boisserée

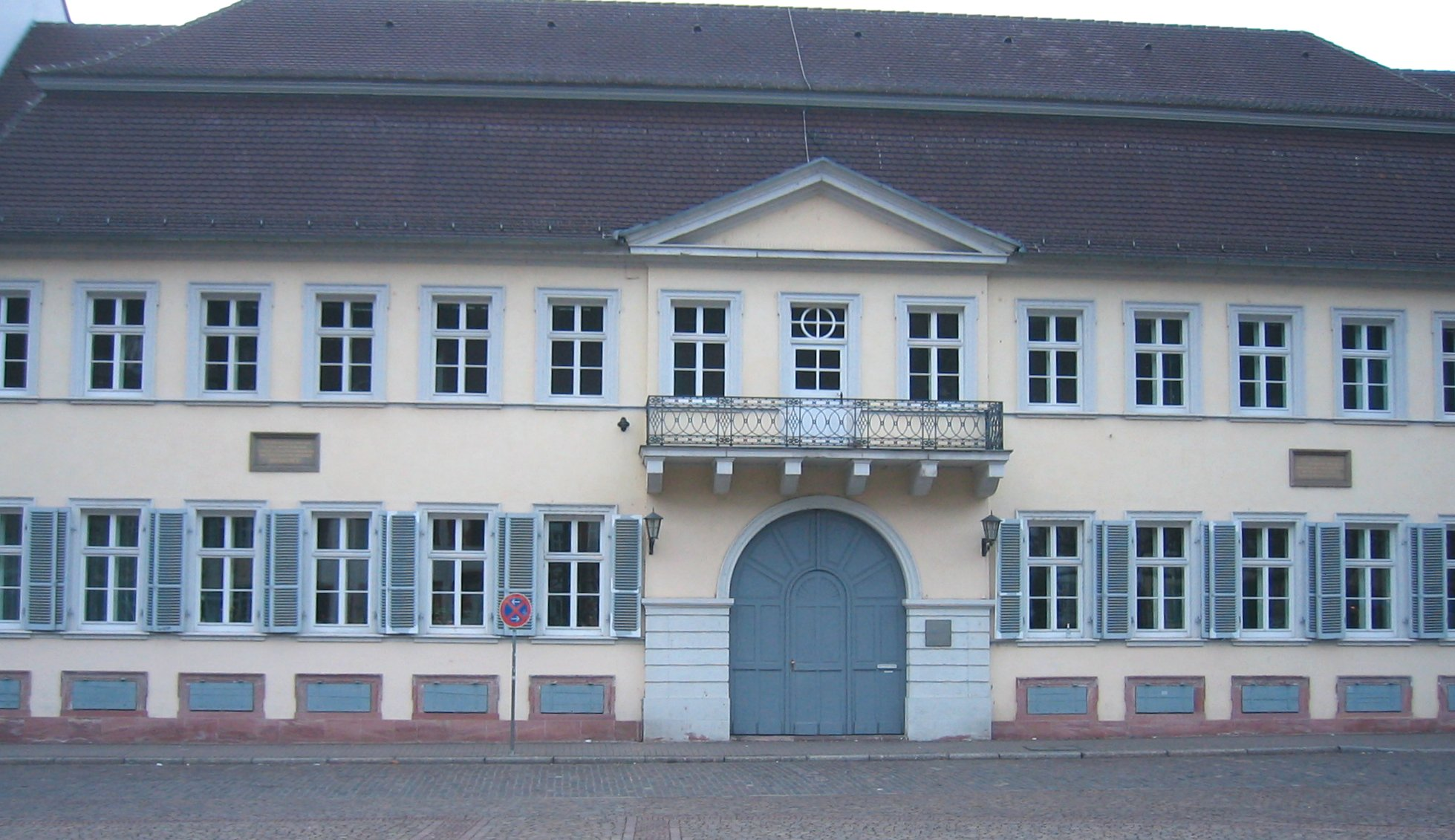
Palais Boisserée am Heidelberger Karlsplatz

Das Palais Boisserée ist ein denkmalgeschütztes Gebäude an der Nordseite des Karlsplatzes in der Altstadt von Heidelberg. Seine Adresse lautet Hauptstraße 209.

## Geschichte

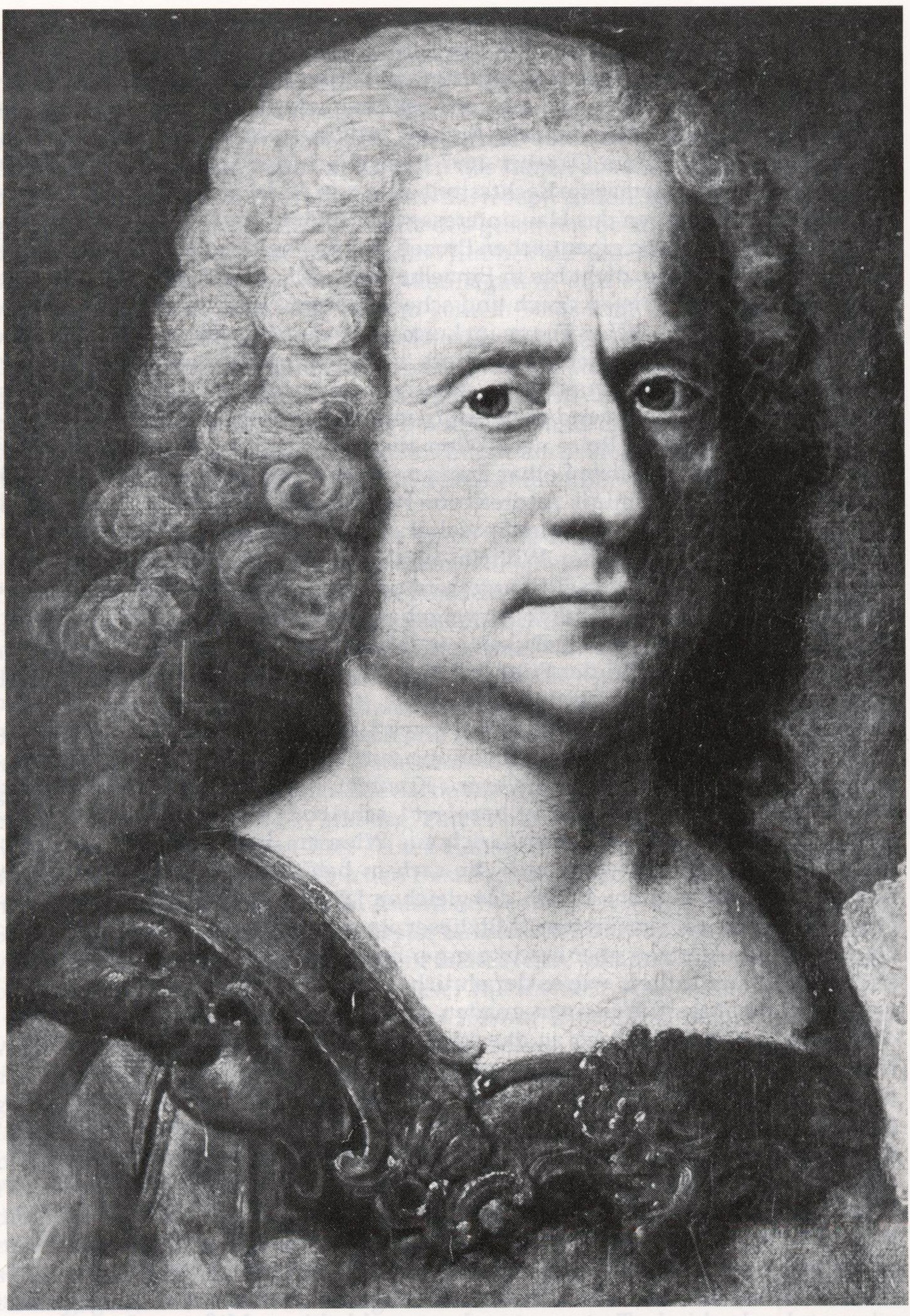
Johann Ferdinand von Sickingen

Das Palais Boisserée wurde von 1703 bis 1705 durch den kurpfälzischen Hofkammerpräsidenten Franz von Sickingen († 1715) als Adelshof der Familie von Sickingen errichtet. Dann bewohnte es sein Sohn, der kurpfälzische Minister und Diplomat Johann Ferdinand von Sickingen (1664–1719), der auch hier starb.
Berühmt wurde es durch die Brüder Sulpiz und Melchior Boisserée, die von 1810 bis 1819 ihre Gemäldesammlung darin unterbrachten. Diese Sammlung altdeutscher Gemälde ist heute in der Alten Pinakothek in München zu sehen. 1826 erwarb der badische Staat das Gebäude und nutzte es als Verwaltungsgebäude. 1923 wurde es Sitz des Landratsamts und 1933 bis 1937 Sitz der Polizeidirektion. Heute ist dort das Germanistische Seminar der Universität Heidelberg untergebracht.

## Bedeutung
Johann Wolfgang von Goethe besuchte das Haus 1814 und 1815 und wohnte mehrere Wochen bei den Kunstsammlern. Nach der Anerkennung durch den großen Dichter wurde das Haus zu einem politischen und gesellschaftlichen Treffpunkt. Die Sammlung wurde von großer Bedeutung für die Heidelberger Romantik. An die Besuche Goethes erinnert eine Gedenktafel am Gebäude.

## Architektur
Das langgestreckte Gebäude wurde im Stil des Barock erbaut. Nach der Übernahme durch den Staat wurde es von 1826 bis 1838 klassizistisch durch Ferdinand Thierry umgebaut.